# Nostratisch
Nostratisch bezeichnet eine hypothetische Makrofamilie eurasischer und afrikanischer Sprachen. Der Begriff wurde von Holger Pedersen 1903 geprägt und leitet sich vom Lateinischen nostras, „aus unserem Lande, heimisch“, her. In den frühen 1960er Jahren wurde die nostratische Idee von den russischen Linguisten Wladislaw Illitsch-Switytsch und Aharon Dolgopolsky wieder aufgenommen und durch intensive Sprachvergleiche mit konkretem Inhalt versehen.

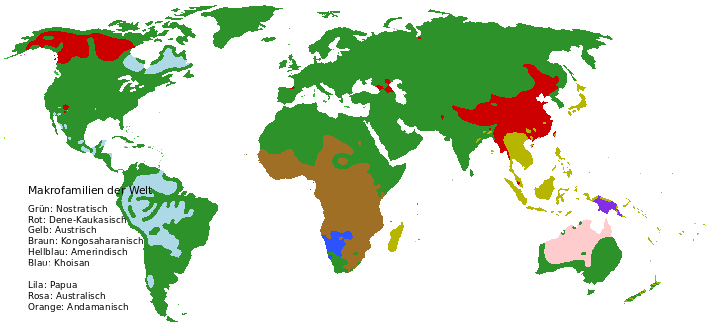
Hypothetische Makrofamilien der Welt nach Joseph Greenberg und Anderen. Diese Zusammenfassungen werden jedoch von den meisten Linguisten nicht akzeptiert.
Die nostratische Makrofamilie ist grün dargestellt

## Die nostratische Makrofamilie
Die genaue Zusammensetzung der nostratischen Makrofamilie variiert von Autor zu Autor, der gemeinsame Kernbestand ist aber Indogermanisch, Kartwelisch,
Uralisch und Altaisch. Des Weiteren wird meistens das Dravidische und das Afroasiatische dazugerechnet.
Die nostratische Makrofamilie nach Dolgopolsky 1998
- Nostratisch
  - Indogermanisch
  - Uralisch-Jukagirisch
  - Altaisch
    - Turkisch
    - Mongolisch
    - Tungusisch
    - Koreanisch
    - Japanisch

  - Kartwelisch
  - Dravidisch – Elamisch
  - Afroasiatisch

## Ursprung und moderne Wiederbelebung
Die nostratische Hypothese wurde Anfang des 20. Jahrhunderts von dem dänischen Linguisten Holger Pedersen aufgestellt, nachdem schon vorher Verwandtschaften des Indogermanischen einerseits zum Semitischen, andererseits zum Uralischen und Altaischen vermutet worden waren. Heinrich Koppelmann schlug 1933 eine Eurasische Sprachfamilie vor, die neben dem Indogermanischen, Uralischen und Altaischen auch das Niwchische (Giljakische), Ainu und Sumerische umfassen sollte. Dabei verglich er vor allem Indoeuropäisch und Koreanisch, schloss aber Japanisch aus.
Diese Hypothesen blieben jedoch weitgehend unbeachtet, bis sie in den 1960er Jahren von Wladislaw Markowitsch Illitsch-Switytsch und Aharon Dolgopolsky wiederbelebt wurden. Illitsch-Switytsch fasste Indogermanisch, Afroasiatisch, Kartwelisch, Uralisch (mit Jukagirisch), Drawidisch und Altaisch zur neuen Einheit Nostratisch zusammen. Dies wurde von Dolgopolsky im Wesentlichen bestätigt. Allerdings schloss er das Drawidische zunächst aus; das Altaische ersetzte er durch seine Untergruppen Turkisch, Mongolisch und Tungusisch. Später wurde versucht, auch das Tschuktscho-Kamtschadalische (1972), Eskimo-Aleutische (1984) und Niwchische hinzuzufügen. Diese Ansätze haben sich unter den Nostratikern nicht allgemein durchsetzen können. Eine neuere Tendenz geht dahin, das Afroasiatische nicht länger als Untergruppe des Nostratischen, sondern vielmehr als seinen gleichrangigen Parallelzweig zu betrachten.

## Grundidee und Problematik
Die indogermanische Hypothese war im 19. Jahrhundert sehr erfolgreich, und so versuchten Linguisten, das Verfahren, mit dem man die indogermanische Ursprache erschlossen hatte, bei der Analyse anderer Sprachgruppen zu wiederholen. So wurden große Sprachfamilien, ähnlich der indogermanischen, nachgewiesen (z. B. Uralisch, Turkisch, Mongolisch, Tungusisch, Dravidisch und Afroasiatisch). Man untersuchte dann die Frage, ob der Stammbaum sich noch weiter in die Vergangenheit zurückverfolgen lassen könne und die Ursprachen einzelner Sprachfamilien wieder untereinander verwandt seien.
Dabei gibt es zwei Aspekte auseinanderzuhalten, einerseits das potentielle Faktum einer Verwandtschaft und andererseits die Möglichkeit, diese Verwandtschaft angesichts der langen Zeit der Trennung von einer gemeinsamen Ursprache (beim Nostratischen mindestens 10.000 Jahre) heute noch nachzuweisen.
Die Indizien für solch entfernte Verwandtschaften sind jedoch spärlich und teilweise zweifelhaft. So werden etwa von Allan R. Bomhard andere Lautgesetze angenommen als von Aharon Dolgopolsky, was zu unterschiedlichen Wortgleichungen führt und das Vertrauen in die nostratische Hypothese schmälert. Von den meisten Linguisten wird die nostratische Hypothese deshalb auch nicht akzeptiert; sie halten es für unrealistisch, mehr als 10.000 Jahre zurückliegende Sprachverwandtschaften rekonstruieren zu können.

## Beziehung zur eurasiatischen Makrofamilie
Eine teilweise konkurrierende Hypothese stellte Joseph Greenberg in Form der eurasiatischen Makrofamilie auf. Diese deckt sich insbesondere beim Indogermanischen, Uralischen und Altaischen („Euraltaischen“) mit dem Nostratischen, schließt jedoch das Afroasiatische, Dravidische und Kartwelische aus. Heute – nach Einbeziehung des Tschuktscho-Kamtschadalischen, Niwchischen und Eskimo-Aleutischen ins Nostratische – sehen viele Nostratiker im Eurasiatischen Greenbergs eine Untereinheit des Nostratischen, so zum Beispiel Allan Bomhard:
- Nostratisch
  - Eurasiatisch
    - Indogermanisch, Uralisch-Jukagirisch, Altaisch, Koreanisch-Japanisch-Ainu, Niwchisch, Tschuktscho-K., Eskimo-Aleutisch

  - Kartwelisch
  - Elamo-Dravidisch
  - Afroasiatisch   (als vermutlich früheste Abspaltung vom Nostratischen)

## Beispiel einer nostratischen Wortgleichung
Im Folgenden sei eine Wortgleichung als Beispiel aus Dolgopolsky 1998 auszugsweise und in vereinfachter phonetischer Notation zitiert. Als nostratische Wurzel Nr. 34 wird *tap- „ein Ziel treffen“ behandelt. Dazu ergeben sich folgende Parallelen:
- Indogermanisch *top- „auf etwas treffen; Ort, wo man hingelangt“ > griechisch τόπος tóp-os „Ort“, τοπάζω top-ázō „ziele hin, vermute, errate“; lettisch pa-tapt „hingelangen“, litauisch pri-tapti „antreffen, erfahren“
- Afroasiatisch *tbb „zu einer Information gelangen, erfahren“ > syrisch tab „Information erhalten“, ähnlich arabisch.
- Uralisch *tap „finden“ > finnisch tapaan „finden, treffen“
- Altaisch *t'ap „finden, ein Ziel treffen“
  - Türkisch *tupa „zu einer Einigung gelangen“
  - Mongolisch *taba „raten, ein Rätsel lösen“
- Dravidisch *tapp „vereinbarter Zeitpunkt“ > tamilisch tappu „erwarteter Moment, vereinbarter Zeitpunkt“, malayalam tappu „passende Zeit, gute Gelegenheit“.

Schon dieses eine Beispiel zeigt die ganze Problematik nostratischer Wortgleichungen, da man offensichtlich mit weiten Bedeutungsfeldern und großzügiger phonetischer Übereinstimmung arbeiten muss, um entsprechende Parallelen zu finden. Dabei ist es nicht unwahrscheinlich, dass sich eine Variante der vermuteten Wurzel *tap mit einer ähnlichen Bedeutung in den vielen hundert Sprachen der Untergruppen des Nostratischen finden lässt; es gibt also ein erhebliches Risiko von false positives.

## Periodikum
- Mother Tongue: Journal of the Association for the Study of Language in Prehistory (ASLIP). Seit 1995.